# Одлука
Интерактивни филм Одлука, представља завршни докторски уметнички рад, вишеструко награђиване редитељке Бранке Бешевић Гајић, на постдипломским интердисциплинарним уметничким студијама на Универзитету уметности у Београду.

## Радња
"Жанровски, филм Одлука је психолошка драма, прича у којој се преплићу физички и психички облици насиља у породици, што говори о менталитету средине у којој се налазимо. Ово је прва интерактивна психолошка драма на Балкану. Филм се, у овом случају, не користи само као средство за приповедање приче, већ усмерава своју снагу да покрене важно социјално питање о партнерском насиљу и на развој узрока и последица нездравог партнерског односа, као и продирања у душу сваког појединца који ће утицати на судбину ликова." Истакла је редитељка Бранка Бешевић Гајић.
Прва клапа је пала на Звездари, у Марту 2021. године. Након одбране докторског рада публика ће овај филм имати прилике да погледа и као стандардни дугометражни играни филм. Филм Одлука је након одбране развијен у дугометражни стандардни играни филм.

## Улоге
| Глумац                        | Улога             |
| ----------------------------- | ----------------- |
| Радомирка Шарић               | Ана               |
| Ева Рас                       | Анина бака        |
| Саша Ђурашевић                | Марко             |
| Емилија Несторовић            | Сара              |
| Владимир Јоцовић              | Свештеник         |
| Светлана Лазаревић Сретеновић | Јелена            |
| Јелица Ковачевић              | мајка малог Марка |
| Александар Лазић              | Стипе             |
| Верољуб Јефтић                | ТВ репортер       |
| Вук Гајић                     | мали Марко        |
| Марија Масал                  | Анина мајка       |
| Тодор Трифуновић              | Тихомир           |
| Стефан Ђоковић                | Милан             |